# Thottada
Thottada es una ciudad censal situada en el distrito de Kannur en el estado de Kerala (India). Su población es de 40818 habitantes (2011). Se encuentra a 6 km de Kannur y a 84 km de Kozhikode.

## Demografía
Según el censo de 2011 la población de Thottada era de 40818 habitantes, de los cuales 18483 eran hombres y 22335 eran mujeres. Thottada tiene una tasa media de alfabetización del 96,59%, superior a la media estatal del 94%: la alfabetización masculina es del 97,79%, y la alfabetización femenina del 95,62%.